# Suite à divisibilité faible ou forte
En mathématiques, la notion de suite à divisibilité faible ou forte est une notion concernant une suite d'entiers {\displaystyle (a_{n})_{n\geqslant 1}} reliant la divisibilité de ses termes à celle de ses indices.

## Définitions et premiers exemples
La suite {\displaystyle (a_{n})} est à divisibilité faible si pour tous entiers n, k > 0, {\displaystyle a_{kn}} est un multiple de {\displaystyle a_{n}}, ou, autrement dit :
{\displaystyle {\text{si }}n\mid m\,{\text{ alors }}\,a_{n}\mid a_{m}}.
Le concept peut être généralisé à des suites à valeurs dans un anneau.
En notant {\displaystyle n\land m=\operatorname {pgcd} (n,m)}, une telle suite vérifie donc pour tous n, m :
{\displaystyle a_{n\land m}\mid a_{n}\land a_{m}}.
Un exemple simple en est la suite {\displaystyle (a^{n}-b^{n})} avec a et b entiers, car {\displaystyle a^{kn}-b^{kn}=(a^{n})^{k}-(b^{n})^{k}} est divisible par {\displaystyle a^{n}-b^{n}} d'après la formule de Bernoulli.
La suite {\displaystyle (a_{n})} est à divisibilité forte si pour tous entiers n, m > 0,
{\displaystyle a_{n}\land a_{m}=|a_{n\land m}|}.
Dans le cas où l'application {\displaystyle n\mapsto a_{n}} est à valeurs positives, cela signifie que cette application est un morphisme pour la loi pgcd.
Toute suite à divisibilité forte est à divisibilité faible car {\displaystyle n\mid m} si et seulement si  {\displaystyle \operatorname {pgcd} (n,m)=n}.
En plus de l'exemple trivial des suites constantes, un exemple simple est donné par les suites du type {\displaystyle a_{n}=kn,} car {\displaystyle kn\land km=k(n\land m)}.

## Propriété permettant de passer de la divisibilité faible à la forte
- Si vous ne connaissez pas le sujet, laissez ce bandeau (vous pouvez alors contacter les auteurs).
- Si vous supprimez le contenu mis en cause (vous pouvez préalablement contacter les auteurs),

argumentez précisément cette suppression dans la page de discussion
(un manque de référence n'est pas un argument ; une recherche réelle de référence doit avoir été effectuée, être formellement documentée).
Théorème — Si la suite {\displaystyle (a_{n})} est à divisibilité faible et vérifie {\displaystyle a_{n}\land a_{m}\mid a_{n-m}} pour {\displaystyle n>m}, alors elle est à divisibilité forte.

## Exemples
Toute suite de Lucas du premier type U(P,Q)  est à divisibilité faible, et à divisibilité forte si et seulement si P et Q sont premiers entre eux. Une démonstration se trouve dans la page sur les suites de Lucas.
En particulier sont à divisibilité forte :
- La suite de Fibonacci {\displaystyle (F_{n})=U(1,-1)}.
- La suite de Pell {\displaystyle (P_{n})=U(2,-1)}.
- La suite des nombres de Mersenne {\displaystyle (2^{n}-1)=U(2,1)}.
- Plus généralement la suite des répunit en base b {\displaystyle (R_{n}^{b})=U(b+1,b)}.
- Encore plus généralement la suite {\displaystyle \left({\frac {a^{n}-b^{n}}{a-b}}\right)=U(a+b,ab)} avec a et b entiers premiers entre eux.